# Terrorisme en URSS et en Russie

## Terrorisme russe auXIXesiècle
Le 1er mars 1881, l'empereur de Russie Alexandre II est assassiné par la Narodnaïa Volia. Le geste est salué par la presse anarchiste, notamment dans Le Révolté et La Révolution sociale.

## Terrorisme en Union soviétique

### Terreur interne soviétique
Ramón Mercader, un des exécuteurs travaillant pour le NKVD, a assassiné Léon Trotski au Mexique et aurait auparavant tué une vingtaine de ses partisans.
Le 22 janvier 1969, un déserteur de l’armée soviétique effectue pour raisons personnelles une tentative d'assassinat de Léonid Brejnev.
Le 8 janvier 1977, un attentat à la bombe est commis à Moscou, dans le métro et dans des commerces à proximité du Comité central du Parti et du siège du KGB, faisant sept morts et 37 blessés. Une autre bombe explose dans la ville de Tambov. L'attaque, non revendiquée, est attribuée par le KGB à des indépendantistes du Mouvement de libération nationale arménien, et trois personnes sont arrêtées et condamnées à mort. D'importants débats ont émergé sur l'enquête, dont les résultats ont été mis en cause. Elle aurait été en effet menée dans la précipitation et l'urgence de trouver des responsables. Selon l'historien Jay Bergman, « ce qui a réellement causé l'explosion n'a jamais été déterminé de manière concluante ».

## Russie contemporaine

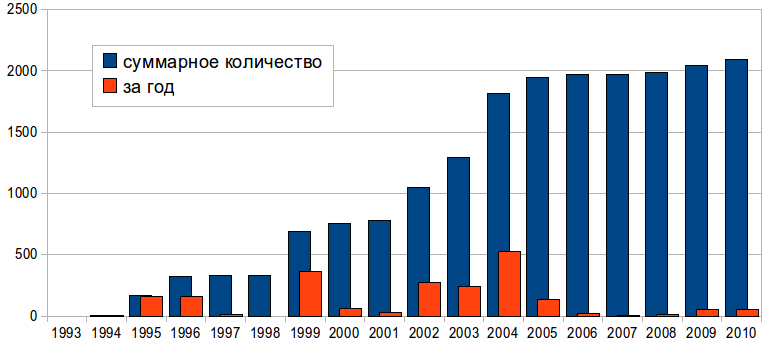
Nombre de victimes annuels du terrorisme en Russie de 1993 à 2010. En bleu : le total des victimes cumulées depuis 1993. En rouge : victimes par an. Les terroristes, militaires et policiers sont inclus dans le nombre de victimes.

Un rapport d'un centre de l'OTAN sur le terrorisme relève en 2011, selon les sources publiques, un total de 330 actes terroristes (9e rang mondial) faisant 247 tués, 535 blessés et 3 personnes enlevées.

### Menace du terrorisme islamiste dans le Caucase du Nord
Les autorités russes affirment[Quand ?] disposer de preuves de liens des groupes djihadistes tchétchènes (surtout de ceux de l'émir Al-Khattab ou de Chamil Bassaïev) avec des réseaux terroristes étrangers, notamment Al-Qaïda. Le juge Jean-Louis Bruguière, patron du pôle antiterroriste français, confirme également l'existence de ces liens. En même temps, le Rapport d'information de la Commission des affaires étrangères de l’Assemblée nationale française sur la coopération internationale pour lutter contre le terrorisme affirme, entre autres, qu'« en termes de formation des terroristes, à l’abri du sanctuaire afghan, s’est développée une nébuleuse (Al-Qaida) avec des relais dans le monde entier (Algérie, Tchétchénie, Balkans…) Vers ce sanctuaire ont convergé des centaines de djihadistes. Ainsi, pendant cinq à sept ans, des centaines de combattants ont été formés dans les camps afghans, avant de retourner en Europe, aux États-Unis ou dans leurs pays d’origine où ils avaient à la fois la légitimité et la compétence pour diriger des cellules terroristes, n’ayant d’ailleurs plus nécessairement de liens directs avec Al-Qaida ».
L'Assemblée parlementaire du Conseil de l'Europe affirme en novembre 2002 que dans le cadre de la lutte contre le terrorisme, devenue une importante priorité internationale, on constate une concordance de vues entre les États-Unis d’une part, et la Russie et la Géorgie d’autre part, sur la lutte contre les combattants tchétchènes et leurs alliés mercenaires, dits « les arabes du Pankissi », cachés de l'autre côté de la frontière russe et soupçonnés d’être liés au réseau Al-Qaida. En octobre 2002, le parquet de Paris ouvrit une instruction sur la préparation d'un attentat contre l'ambassade russe dans la capitale française. Cette enquête a été présentée par les médias sous le nom générique de l'« affaire des filières tchétchènes ». En effet, le dénominateur commun des terroristes consistait dans le fait qu'ils étaient tous passés par la Tchétchénie, en 1999-2000 et étaient liés à l’imam Benchelali, lui-même proche des combattants d'Al Qaïda.
Entraînés dans les camps existants en Tchétchénie et en Afghanistan dans les années 1990, et financés par les capitaux terroristes internationaux, de nombreux groupes djihadistes tchétchènes ont fait régulièrement recours aux actes de terreur dans le cadre de leur lutte armée contre le pouvoir central russe[réf. nécessaire].

### Attentats contre des immeubles en 1999

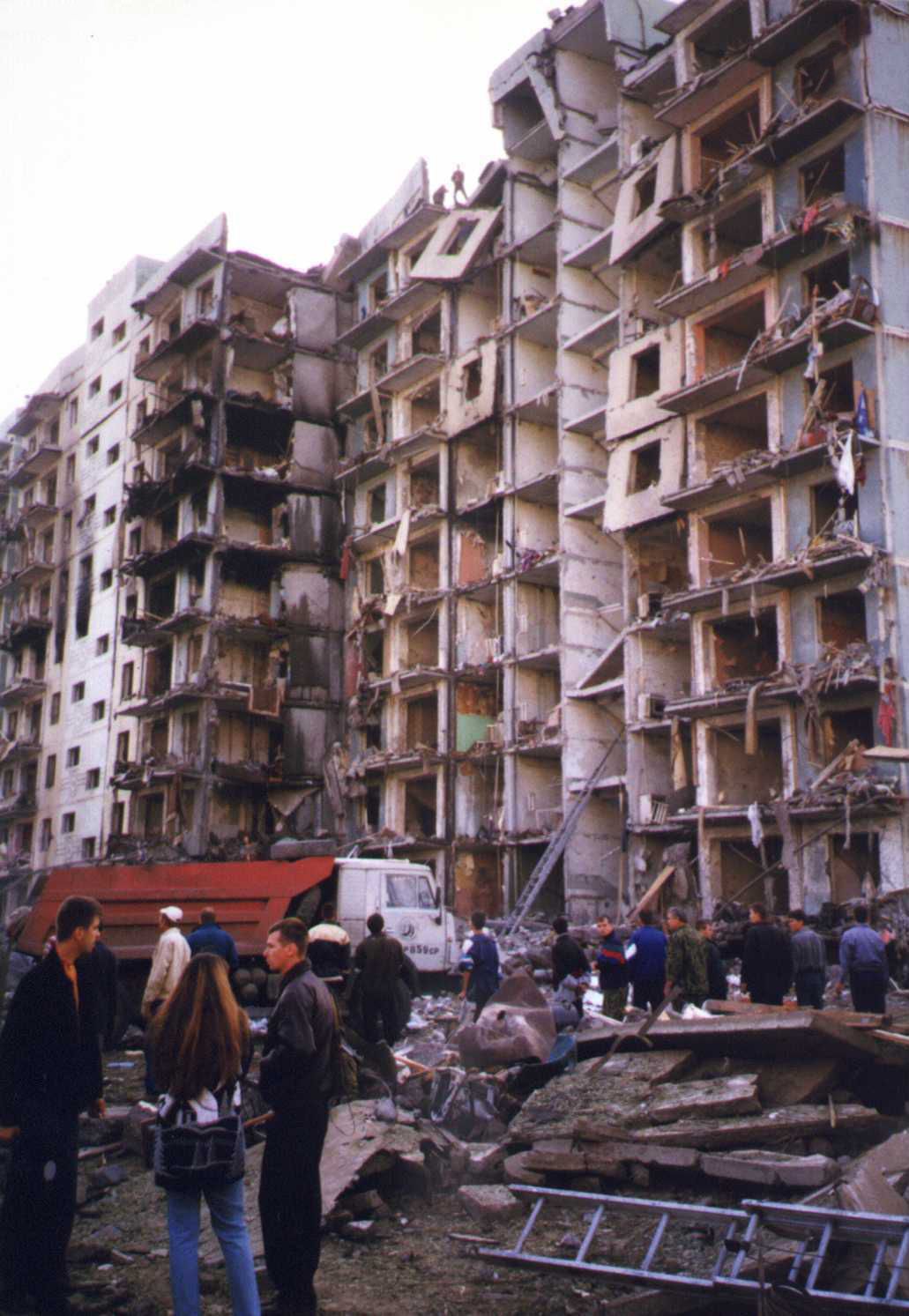
Façade de l'immeuble touché par l’explosion à Volgodonsk le 16 septembre 1999.

Une série de cinq attentats contre des immeubles d'habitations entre le 31 août et le 16 septembre 1999 dans plusieurs villes de Russie d'Europe ont fait au moins 290 morts et un millier de blessés.
Ces attaques commises à l'explosif et à la voiture piégée ont été attribuées à des indépendantistes Tchétchènes. Elles ont conduit, avec l'invasion du Daguestan par des séparatistes tchétchènes à partir du 7 août, au déclenchement de la seconde guerre de Tchétchénie. Alexandre Litvinenko, ex-lieutenant-colonel du FSB, service de contre-espionnage de Russie, a été empoisonné au polonium après avoir accusé le FSB d'avoir fomenté ces attentats.
Le 25 janvier 2011, sur France Inter, Hélène Blanc, politologue et spécialiste de la Russie au CNRS, commentant le récent attentat à l'aéroport Domodiedovo, affirme qu'est établie la responsabilité du FSB et non de la Tchétchénie dans les attentats de 1999 :

« Je crois qu'il faut se garder d'interpréter rapidement les attentats, par exemple de 1999, qui ont servi d'alibi à déclencher la seconde guerre de Tchétchénie. Eh bien il est aujourd'hui clair, ça ne l'était pas à l'époque bien entendu, mais maintenant nous savons que ces attentats n'étaient pas du tout l'œuvre des Tchétchènes auxquels on les a attribués, mais l'œuvre du FSB. D'ailleurs, il y a eu trois attentats au total dans différentes villes, mais la quatrième ville, Riazan, là le FSB a été pris la main dans le sac. Par la suite, on a su que non seulement le modus operandi n'était pas du tout dans l'habitude tchétchène, mais qu'en plus les explosifs n'étaient pas des explosifs tchétchènes mais bien des explosifs russes. Le FSB est capable de beaucoup de choses, y compris contre son peuple. »

### Prise d'otages de Beslan en septembre 2004

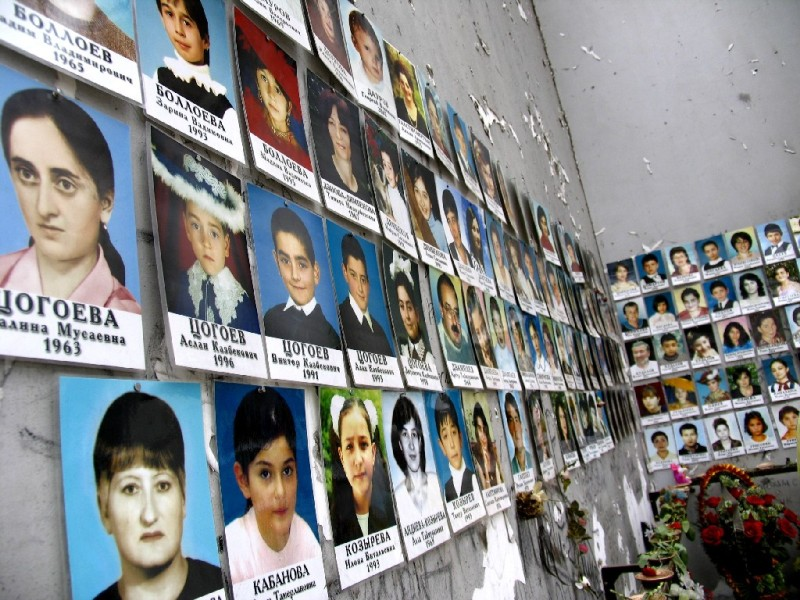
Photos de jeunes victimes de la prise d'otages de Beslan.

La prise d'otages de Beslan commence le 1er septembre 2004 lorsque des terroristes séparatistes tchétchènes armés prennent des centaines d'enfants et d'adultes en otage dans l'école numéro 1 de Beslan en Ossétie du Nord (fédération de Russie) dans le cadre de la seconde guerre de Tchétchénie.
Le 3 septembre après trois jours de siège, les forces spéciales russes donnent l'assaut. Celui-ci fut sanglant : selon le bilan officiel, il y aurait eu 344 civils tués, dont 186 enfants.

### Autres actes de terrorisme (1994-2005)
Les autorités russes attribuent aux terroristes du Caucase du Nord (principalement aux séparatistes tchétchènes) les attentats et les prises d'otage suivants : 
- 26 mai 1994, prise d'otages de 33 voyageurs à Mineralnye Vody, principalement des écoliers avec leurs parents et enseignants.
- 28 juillet 1994, prise d'otages de 41 voyageurs à Mineralnye Vody.
- Juin 1995, un commando de Bassaïev s'empare de l'hôpital[10] à Boudionnovsk, 150 morts.
- 16 novembre 1996, explosion de bombes dans une maison à Kaspiisk, 69 morts.
- 19 mars 1999, explosion de bombes dans un marché central de Vladikavkaz, 64 morts.
- Le 31 août 1999, explosion d'une bombe sur une place de Moscou, 1 mort et une quarantaine de blessés.
- Le 4 septembre 1999, explosion d'une voiture piégée près d'un immeuble de cinq étages logeant des militaires russes et leurs familles dans la ville de Bouïnaksk (république du Daguestan), 64 morts et 133 blessées.
- Le 9 septembre 1999, 300 à 400 kilos d'explosifs détonnent au rez-de-chaussée d'un immeuble du sud-est de Moscou. Le bâtiment est détruit, 94 morts et 249 blessés.
- Le 13 septembre 1999 (qui devait être un jour de deuil pour les victimes des attaques précédentes), explosion d'une bombe dans le sous-sol d'un immeuble sur la route de Kachirskoïé dans le sud de Moscou, 118 morts et 200 blessés.
- Le 16 septembre 1999, explosion d'un camion piégé près d'un complexe d'appartements de neuf étages dans la ville de Volgodonsk au sud de la Russie, 17 morts et 69 blessés.
- Le 23 octobre 2002, prise d'otage par un commando tchétchène au théâtre de Moscou (octobre 2002). Ces terroristes portaient des ceintures d'explosifs. Les services spéciaux russes ont usé d'un gaz dangereux. Le commando a été totalement éliminé[11]. Bilan : 128 morts parmi les otages, 41 parmi les terroristes[12].
- Le 5 décembre 2003, explosion de bombes dans le train à Kislovodsk, 42 morts.
- Attentat du métro de Moscou, attribué aux Tchétchènes (février 2004). Bilan : 41 morts.
- Attentats simultanés sur deux avions de ligne russes, 89 morts (août 2004)
- Prise d'otages de Beslan, en Ossétie du Nord-Alanie (septembre 2004). De nombreux enfants comptent parmi les victimes ; pour nombre de celles-ci, il est impossible de dire si ce sont les ravisseurs tchétchènes ou les forces de l'ordre qui sont à l'origine de leur mort[13].
- Opération contre des bâtiments des forces de l'ordre à Naltchik (Kabardino-Balkarie), revendiquée par Chamil Bassaïev (13 octobre 2005). Bilan : 137 morts dont 92 assaillants.

### Attentats du 29 mars 2010 à Moscou
Les attentats du 29 mars 2010 à Moscou, survenus à 7 h 52 et à 8 h 36 (heure locale), furent les deux attentats-suicides qui ont créé deux explosions et ont fait 39 morts et 102 blessés dans deux stations de la même ligne du métro moscovite. Ils ont été revendiqués par Dokou Oumarov, le fondateur de l'Émirat du Caucase.

### Attentat à l'aéroport Domodedovo le 24 janvier 2011
Un attentat à l'aéroport Domodedovo, le 24 janvier 2011 à 13h32 (GMT), a fait au moins 37 morts et 173 blessés, dans la zone de livraison des bagages du terminal des arrivées des vols internationaux de l'aéroport international Domodedovo à Moscou. Trois hommes sont suspectés d'après les caméras de surveillance. On aurait retrouvé la tête de l'auteur de l'attentat-suicide, jeune homme d'une trentaine d'années. La piste islamiste du Caucase est privilégiée par les enquêteurs.

### Attentats de Volgograd des 29 et 30 décembre 2013
Les attentats des 29 et 30 décembre 2013 à Volgograd ont eu lieu en rapport à la situation au Daguestan.

### Attentat du métro de Saint-Pétersbourg le 3 avril 2017
Le 3 avril 2017, une explosion dans le tunnel entre les stations Sennaïa plochtchad et Tekhnologuitcheski institout sur la ligne 2, fait 15 morts et 53 blessés.

### Attentat du Crocus City Hall en 2024
Le 22 mars 2024 dans la salle de concert Crocus City Hall à Krasnogorsk dans l'oblast de Moscou, cinq hommes armés ouvrent le feu sur la foule avant de déclencher un incendie. La fusillade fait au moins 143 morts et 180 blessés. L'État islamique au Khorassan revendique l'attaque le soir même.